# 花筐/HANAGATAMI
『花筐/HANAGATAMI』（はながたみ）は、2017年公開の日本映画。大林宣彦監督作品。原作は1936年に檀一雄が24歳の時に発表した純文学の短編『花筐』。映倫区分はPG12。

## 概要
大林宣彦が1977年の『HOUSE ハウス』より以前に書き上げていた脚本を映画化した作品。『この空の花』、『野のなななのか』に続く戦争3部作の最終章で、1941年の太平洋戦争勃発前夜の佐賀県唐津市を舞台としている。

## 物語
時は1941年。太平洋戦争勃発前夜を生きる若者たちを主軸に、純朴で、自由に生き抜いた若者たちの青春群像劇。17歳になった榊山俊彦(さかきやまとしひこ)がアムステルダムの親元を離れ、佐賀県唐津に暮らす叔母・江馬恵子（えまけいこ）の元に身を寄せることになったことから物語が始まる。主な登場人物は、俊彦の学友のアポロ神のように雄々しく美しい鵜飼（うかい）、虚無僧のような吉良（きら）、お調子者の阿蘇（あそ）らと、吉良の幼馴染の千歳（ちとせ）とその友達あきね、そして俊彦の従妹であり肺病を患う物語のヒロイン江馬美那（えまみな）。
それぞれの友情と恋愛絡まりあい、我が｢生｣を自分の意志で生きようとする彼らの純粋で自由な荒ぶる青春のときは儚く、いつしか戦争の影がしのびより、その渦に飲み込まれてゆく…。自分の生命でさえ自由にまっとうできない戦争前夜を生きる若者たちの凄まじき青春群像劇を、大林宣彦監督が独自のカルト的世界観と圧倒的な映像力で描く。

原作は、当時の文学界で衝撃的なデビューを果たした檀一雄の純文学「花筐」。友人の太宰治とともに、師であった佐藤春夫の家を訪れ、この作品の装丁を依頼し、佐藤春夫が本の表紙の蝶の絵を描いた。三島由紀夫がこの一冊を読み小説家を志したともいわれるこの小説は、多くの若者に衝撃を与え、文学少年だった大林宣彦もその一人だった。大林宣彦が長年映画化を夢見てきた檀一雄の純文学小説を、古里映画として佐賀県唐津市を舞台に、余命宣告を受けながら完成させた本作は、戦争三部作を締めくくる大林宣彦の魂の集大成と言われている。

## キャスト
- 榊山俊彦 - 窪塚俊介
- 江馬美那 - 矢作穂香
- 江馬圭子 - 常盤貴子
- 鵜飼 - 満島真之介
- 吉良 - 長塚圭史
- あきね - 山崎紘菜
- 阿蘇 - 柄本時生
- 千歳 - 門脇麦
- 山内教授 - 村田雄浩
- 一条医師 - 武田鉄矢
- 江馬家の婆や - 入江若葉
- 俊彦の父 - 南原清隆
- 俊彦の母 - 小野ゆり子
- 江馬圭子の夫・良 - 岡本太陽
- 吉良の下宿の老婆 - 豊田邦子
- 糸島の父 - 原雄一郎
- 娼家の女 - 根岸季衣
- 娼婦 - 池畑慎之介
- 憲兵 - 細山田隆人
- 憲兵を恋する少女 - 白井美海
- 出征する女形 - 大川竜之助
- 女形を送る長老 - 大塚康泰
- 文士 - 片岡鶴太郎
- 山内の母 - 白石加代子
- あきねの父 - 髙嶋政宏
- あきねの兄 - 原雄次郎
- 唐津くんちのおじいさん - 品川徹
- 老いたる俊彦 - 伊藤孝雄

## スタッフ
- 監督 - 大林宣彦
- 製作 - 辻幸德（唐津映画製作推進委員会会長）、甲斐田晴子（唐津映画製作委員会代表）大林恭子（PSC）
- 協力 - 檀太郎
- 原作 - 檀一雄『花筐』（講談社・文芸文庫）
- 脚本 - 大林宣彦、桂千穂
- 撮影台本 - 大林宣彦
- エグゼクティブ・プロデューサー - 大林恭子（PSC）
- プロデューサー - 山﨑輝道（PSC）
- 撮影監督 - 三本木久城
- 美術監督 - 竹内公一（A.P.D.J.）
- 編集 - 大林宣彦、三本木久城
- 映画音楽 - 山下康介
- 主題曲 - 「月地抄」（詩・檀一雄 / 曲・山下康介 / 歌・門脇麦）

## 製作

### 企画
大林の商業映画デビュー作は『ハウス』になったが、最初に製作を目指したのは本作だった。大林は当時、資生堂のCMで付き合いのあった檀の息子・檀太郎から承諾も得て、当時福岡県の能古島に住んでいた檀一雄に会っていた。檀は末期のガンで『火宅の人』を口述筆記中だったが、桂千穂に脚本を書いてもらい、東宝に持ち込んだが、これを蹴られたため『ハウス』になった。檀一雄も大林の父親も戦争体験があり、戦後の平和を満喫してきた自分が直接的に戦争をテーマに扱う資格があるのか、ずっと怯えていた。檀と同じ肺ガンになり、余命幾許もないと知ったことで、初めて映画を作る資格を得たと悟った。檀や父親の世代が発せなかった言葉を、今の時代に伝えなけばならない、本来は自分たち子ども世代が語り継ぐべきだったが、ノンポリとして過ごしてしまった自分たちを「うかつ世代」と名付け、戦後は大人たちはみな「平和難民」になり、自分たち敗戦少年は「平和孤児」となったが、それでも今なお生かされているならば、己は一体何をすべきであるか?、とその思いを込めて本作を製作した。

### 製作まで
佐賀県唐津市で映画や芸術、文化によって地域に活力を創造しようという想いで始まった「唐津シネマの会」が、大林宣彦監督による檀一雄原作「花筐」を映画化するKFP＝KARATSU Film Projecを旗揚げをし事務局を務める。唐津シネマの会は、約20年間映画館がなかった唐津で、まちづくり会社いきいき唐津株式会社が2011年からスタートさせた映画の定期的な上映会活動で、同会のカルチャーマガジン「ＩＭＡＫＡＲＡ3号」で大林宣彦監督へのインタビューをしたことから、大林監督との本格的な交流がはじまり本プロジェクトが始動、本作の製作の資金調達を行う一般社団法人唐津映画製作委員会（代表理事甲斐田晴子）を母体に、プロジェクトを推進する「唐津映画製作推進委員会」（会長辻幸徳）が2015年9月に発足した。唐津市が唐津映画製作委員会に協力をして映画製作の資金を募る「ふるさと納税」を時限的に設置。ふるさと納税や一般の寄付などを募り、約１年間で１億円の製作費の調達を実現し、その他文化庁の助成金などを合わせて１億４千万の製作費の調達を実現。

### 脚本
檀一雄が小説を書いた1936年は、戦争の足音がする時代で、戦争がいいとか嫌いだとかを書ける時代ではなかった。大林の作業は、檀が書きたくても書けなかったことを想像力で読み解いて、それを補足していくというものだった。「青春が戦争の消耗品だなんてまっぴらだ」という台詞は、あの時代にそんなことを言ったら国賊として罰せられるところだが、檀はそれを言いたくても言えず、若者たちの恋愛や友情の話に置き換えたんだと推察して満島真之介に言わせた。

### 撮影
大林が余命残りわずかと宣告を受けた直後の2016年8月にクランクイン、実際に唐津市内一円で同年10月まで撮影が行われた。ロケ地は約40か所にのぼり、延べ3000人の市民エキストラ・ボランティアが参加した。また巨大な山車を曳き回す唐津市の祭・唐津くんちが、映画に全面協力をしている。映画のロケ地となった唐津の名所や唐津くんち、唐津焼などの文化や映画を支えた人々などをまとめたエピソードサイトが唐津市と唐津映画製作推進委員会によって制作されている。大林はクランクイン直前に医師から肺がんで余命3ヶ月を宣告されていたが、抗がん剤などによる治療を行いながら、予定通り撮影を行った。病気を知っていたのは、周囲のごく一部の人たちだけで、一般にそのことが公表されたのは、2017年4月で当初の余命3ヶ月は超えており、病状は多少快方に向かっていた。
2016年10月14日クランクアップ。

## 作品の評価
第91回キネマ旬報ベストテンの日本映画2位に選ばれ、第72回毎日映画コンクールの日本映画大賞を受賞。

### 受賞歴
- 第72回毎日映画コンクール 日本映画大賞
- 第91回キネマ旬報ベスト・テン[16]
  - 監督賞
  - 日本映画ベスト・テン 第2位
- 第15回シネマ夢倶楽部表彰 ベストシネマ賞第1位[17]
- 第33回高崎映画祭 特別大賞[18]
- 第62回三浦賞

## ディスク
2019年2月20日からTSUTAYAで先行レンタルが開始され、3月8日にDVDとBlu-rayが発売された。